# Saint-Quay-Perros
Saint-Quay-Perros é uma comuna francesa na região administrativa da Bretanha, no departamento Côtes-d'Armor. Estende-se por uma área de 4,73 km². Em 2010 a comuna tinha 1 351 habitantes (densidade: 285,6 hab./km²).